# Mörkt flöde
Mörkt flöde, engelska dark flow, är en teoretisk icke-slumpmässig komponent inom astrofysiken som påverkar galaxhopars speciella hastighet hos dess rörelse. Den faktiska uppmätta hastigheten är summan av den hastighet som förutspås av Hubbles lag plus en möjlig liten och oförklarlig (eller mörk) hastighet som flyter i en gemensam riktning.
Enligt kosmologiska standardmodeller bör galaxhopar med avseende på den kosmiska mikrovågsbakgrunden slumpmässigt fördelas i alla riktningar. Men genom att analysera data från Wilkinson Microwave Anisotropy Probe (WMAP) med hjälp av kinematisk Siunjajev-Zeldovitj-effekt, fann astronomerna Alexander Kashlinsky, Fernando Atrio-Barandela, D. Kocevski och H. Ebeling bevis på ett "förvånansvärt sammanhängande" flöde på 600–1000 km/s av hopar mot en 20-graders himmelsfläck mellan stjärnbilderna Kentauren och Seglet och därmed också i riktning mot Stora attraktorn, ett gravitationsmysterium som upptäcktes 1973.
Forskarna hade föreslagit att rörelsen kan vara en rest av påverkan av inte längre synliga områden av universum före inflationen. Teleskop kan inte se händelser tidigare än ca 380 000 år efter big bang, när universum blev transparent (den kosmiska mikrovågsbakgrunden). Detta motsvarar partikelhorisonten på ett avstånd av ca 46 miljarder ljusår. Eftersom den materia som orsakar nettorörelsen i detta förslag ligger utanför detta intervall, skulle den på ett sätt ligga utanför vårt synliga universum, men skulle dock fortfarande vara i vår tidigare ljuskon. Resultaten publicerades 20 oktober 2008, i Astrophysical Journal Letters.
År 2013 visade data från Planckteleskopet inga tecken på "mörkt flöde" i den typen av skala, vilket diskonterade påståendena om bevis för antingen gravitationseffekter som sträcker sig bortom det synliga universumet eller existensen av en multiversum. År 2015 hävdade dock Kashlinsky et al att de har funnit stöd för dess existens med hjälp av både Planck- och WMAP-data.

## Lokalisering

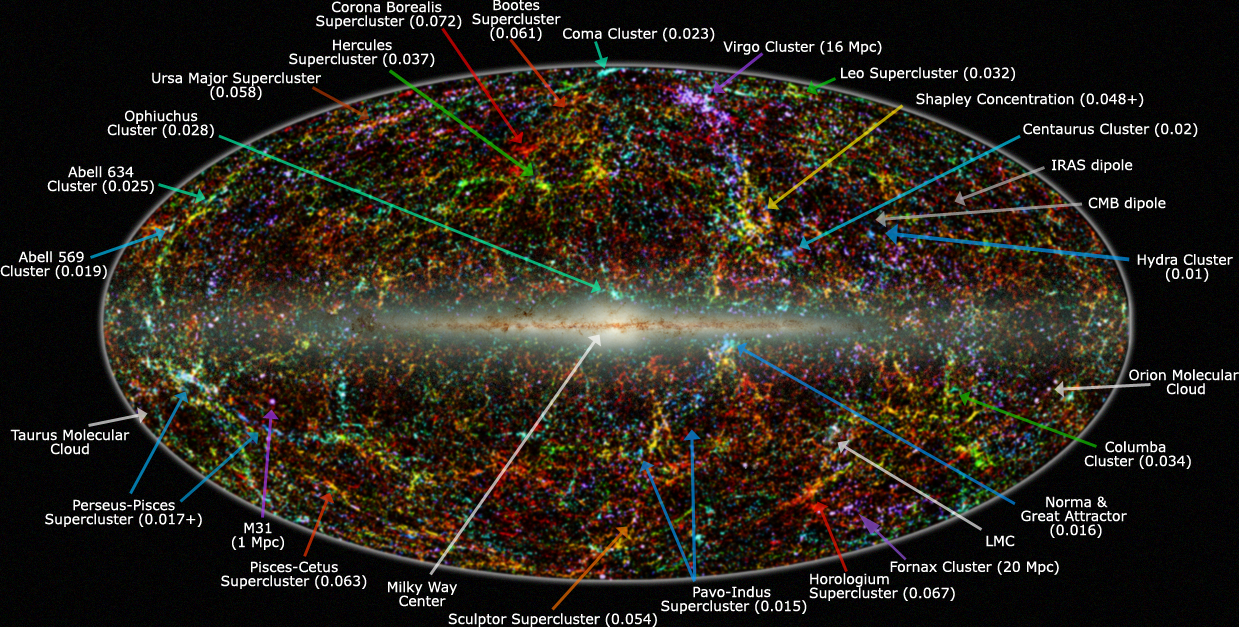
Panoramautsikt över galaxer bortom Vintergatan, med Normahopen & Stora attraktorn som visas av en lång blå pil längst ner till höger i bilden nära Vintergatans skiva

Det mörka flödet bestämdes till att röra sig i riktning mot stjärnbilderna Kentauren och Vattenormen. Detta motsvarar riktningen för den Stora attraktorn, som är ett gravitationsmysterium som ursprungligen upptäcktes 1973. Källan till Stora attraktorns attraktion troddes dock härstammar från en massiv galaxhop som kallas Normahopen, som ligger ca 250 miljoner ljusår från jorden.
I en studie från mars 2010 utvidgade Kashlinsky sitt arbete från 2008 genom att använda de 5-åriga WMAP-resultaten istället för de treåriga resultaten och fördubblade antalet galaxhopar som observerats från 700. Teamet sorterade också katalogen av hopar i fyra "segment" som representerar olika avståndsintervall. De undersökte sedan den förväntade flödesriktningen för hoparna inom varje segment. Medan storleken och den exakta positionen för denna riktning visar en viss variation, uppvisar de övergripande trenderna inom segmenten anmärkningsvärd samstämmighet. "Vi upptäcker rörelse längs denna axel, men just nu kan våra data inte ange så starkt som vi önskar om hoparna kommer eller går," sa Kashlinsky.
Teamet har hittills katalogiserat effekten så långt ut som 2,5 miljarder ljusår, och hoppas kunna utöka sin katalog ytterligare till dubbelt så långt som den nuvarande distansen.

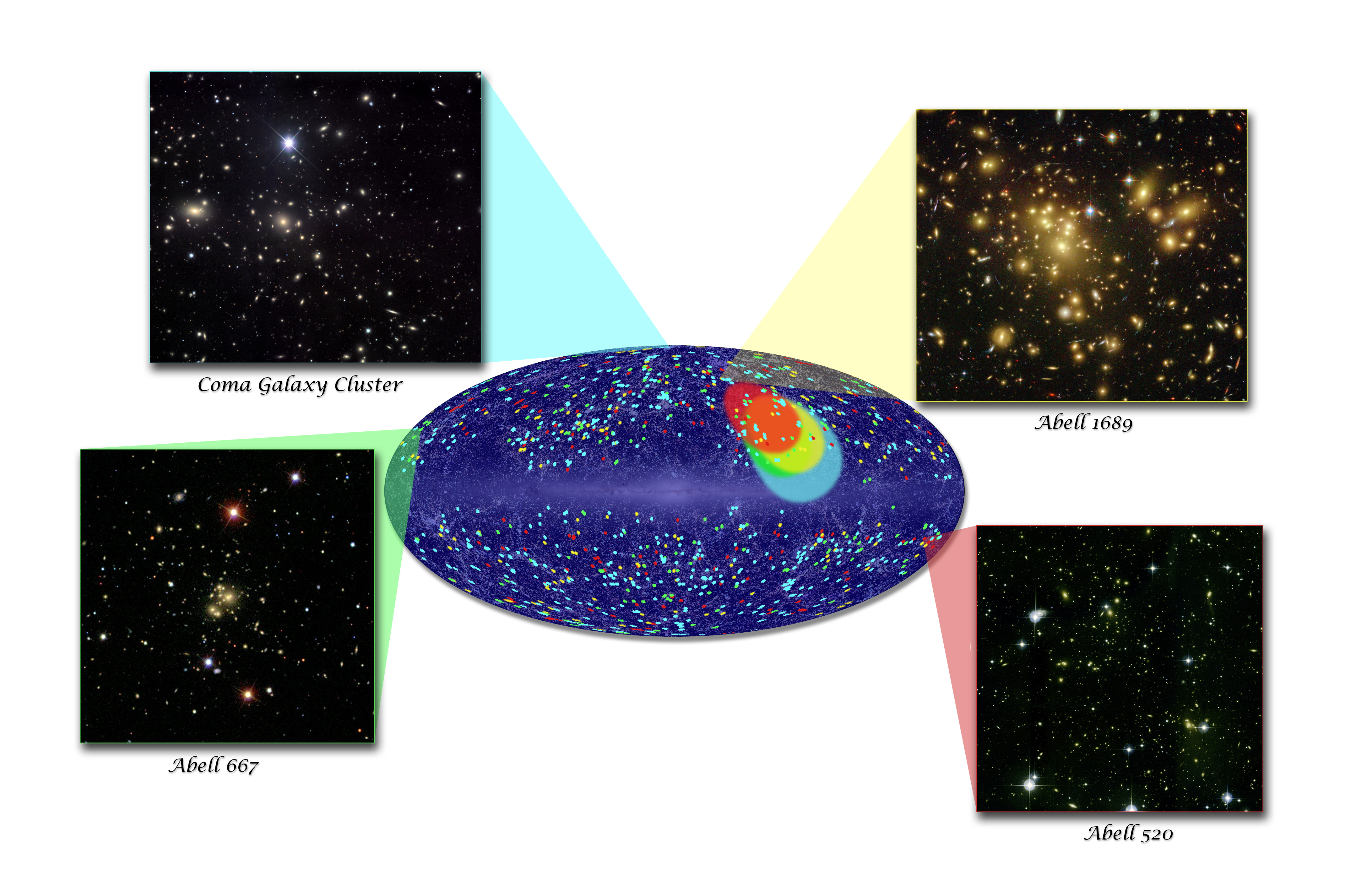
Det mörka flödet. De färgade punkterna är hopar inom ett av fyra avståndsintervall, med rödare färger som anger större avstånd. Färgade ellipser visar riktningen för bulkrörelser för hopar av motsvarande färg. Bilder av representativa galaxhopar i varje avståndssegment visas också.

## Kritik
Astrofysikern Ned Wright publicerade ett onlinesvar på studien med argumentet att dess metoder är bristfälliga. Författarna av "mörkflöde"-studien gav en replik som vederlägger tre av Wrights fem argument och att identifierar de resterande två som ett stavfel och en teknikalitet, som inte påverkar mätningarna och deras tolkning.
Ett nyare statistiskt arbete utfört av Ryan Keisler  hävdar möjligheten att det mörka flödet är ett fysiskt fenomen, därför att Kashlinsky et.al., inte beaktat de primära anisotropierna av den kosmiska mikrovågbakgrunden (CMB) för att vara så viktig som de är. 
NASA:s Goddard Space Flight Center ansåg att detta kan vara effekten av ett syskonuniversum eller en region i rumtiden som skiljer sig fundamentalt från det observerbara universumet. Data om mer än 1 000 galaxhopar har mätts, inklusive några så avlägsna som 3 miljarder ljusår. Kashlinsky hävdar att dessa mätningar visar att universums stadiga flöde uppenbarligen inte är en statistisk lyckträff. Kashlinsky sa: "Vid denna tidpunkt har vi inte tillräckligt med information för att se vad det är eller för att begränsa det. Vi kan bara med säkerhet säga att någonstans mycket långt borta är världen mycket annorlunda än vad vi ser lokalt. Om det är "ett annat universum" eller en annan effekt av rumtiden vet vi inte." Laura Mersini-Houghton och Rich Holman observerar att viss anisotropi förutsägs både av teorier som involverar interaktion med ett annat universum, eller när referensramen för CMB inte sammanfaller med universums expansion.
År 2013 påstods det att uppgifter från Europeiska rymdorganisationens Planck-satellit inte visar några statistiskt signifikanta bevis för att det fanns ett mörkt flöde. En annan analys av en medlem inom Plancksamarbete, Fernando Atrio-Barandela, anser emellertid att datan var förenlig med de tidigare rönen från WMAP. Populärmedia fortsatte att vara intresserade av idén och Mersini-Houghton hävdar att Planckresultat stöder existens av ett multiversum.